# 陈元光祖祠
陈元光祖祠，又称陈氏将军祠，是为纪念“开漳圣王”陈元光而建的祠堂，位于中国河南省固始县陈集镇。由陈元光之孙陈钸始建于唐朝天宝年间，现存建筑为清朝嘉庆年间所建，共计31间。是国务院公布的第六批全国重点文物保护单位。